# Mesonerilla roscovita
Mesonerilla roscovita är en ringmaskart som beskrevs av Claude Lévi 1953. Mesonerilla roscovita ingår i släktet Mesonerilla och familjen Nerillidae. Arten har ej påträffats i Sverige. Inga underarter finns listade i Catalogue of Life.